# Virecourt
Virecourt ist eine französische Gemeinde mit 499 Einwohnern (Stand 1. Januar 2022) im Département Meurthe-et-Moselle in der Region Grand Est. Sie gehört zum Arrondissement Lunéville und zum Gemeindeverband Meurthe Mortagne Moselle.

## Geografie
Die Gemeinde Virecourt liegt an der Mosel, etwa 20 Kilometer südwestlich von Lunéville und 30 Kilometer südöstlich von Nancy. Das im Süden des Départements Meurthe-et-Moselle gelegene Gemeindegebiet von Virecourt steigt vom Moseltal in Richtung Südosten allmählich um etwa 80 Höhenmeter an. Im Süden hat die Gemeinde einen ca. 30 Hektar umfassenden Anteil am Bois de Villacourt, der zusammen mit dem Forêt de Charmes im Département Vosges eine über 40 Quadratkilometer große zusammenhängende Waldfläche bildet. Nördlich von Virecourt fällt das Gelände zum Moselzufluss Euron ab, dessen Taleinschnitt von der Bahnlinie Nancy-Épinal-Remiremont genutzt wird, um von der Mosel zum Meurthetal zu gelangen. Nachbargemeinden von Virecourt sind Bayon im Norden, Froville im Osten (Berührungspunkt), Villacourt im Südosten, Bainville-aux-Miroirs im Südwesten, Mangonville im Westen sowie Roville-devant-Bayon im Nordwesten.

## Geschichte
Im Jahr 1255 soll die Äbtissin des nördlich von Nancy gelegenen Klosters in Bouxières-aux-Dames den Templern in Xugney erlaubt haben, einen Kanal zu graben, um Wasser aus der Mosel für eine Wassermühle in Virecourt zu nutzen.
Im 14. Jahrhundert gehörte Virecourt den Herren des Malteserordens, worauf noch heute das Malteserkreuz im Wappen hindeutet.

### Bevölkerungsentwicklung
| Jahr      | 1962 | 1968 | 1975 | 1982 | 1990 | 1999 | 2006 | 2014 | 2022 |
| Einwohner | 261  | 285  | 280  | 393  | 400  | 453  | 434  | 464  | 499  |

Im Jahr 1821 wurde mit 224 Bewohnern die bisher geringste Einwohnerzahl ermittelt. Die Zahlen basieren auf den Daten von cassini.ehess und INSEE.

## Sehenswürdigkeiten
- romanische Kirche aus dem 13. Jahrhundert (Schiff und Turm wurden im 16. Jahrhundert überarbeitet)
- Dorfmuseum in der Rue du Gare 20 mit Einrichtungsgegenständen wie Keramik und Uhren

Im Museum für Alte und Zeitgenössische Kunst (Musée départemental d’Art ancien et contemporain) in Épinal befindet sich ein steinerner gallo-römischer Altar, der als Taufbecken der Kirche Virecourt genutzt wurde.

## Wirtschaft und Infrastruktur
In der Gemeinde Virecourt sind drei Landwirtschaftsbetriebe ansässig (Getreideanbau, Viehzucht). Im Süden der Gemeinde gibt es kleinere Rebflächen.
Durch Virecourt führt die Hauptstraße D 112 von Charmes nach Bayon. Nahe der sechs Kilometer westlich gelegenen Gemeinde Laneuveville-devant-Bayon besteht ein Anschluss an die autobahnartig ausgebaute RN 57 von Nancy nach Épinal. Der Bahnhof Bayon, der sich im Gemeindegebiet von Virecourt befindet, liegt an der Bahnlinie Nancy-Épinal-Remiremont, die vom Unternehmen TER Lorraine betrieben wird.

## Belege
1. ↑  Quelques dates sur le Temple de Xugney auf www.templiers.net. Abgerufen am 30. Dezember 2010 (französisch).
2. ↑  Eintrag auf genealogie-lorraine.fr. Archiviert vom Original (nicht mehr online verfügbar) am 4. März 2016; abgerufen am 11. Januar 2020 (französisch).  Info: Der Archivlink wurde automatisch eingesetzt und noch nicht geprüft. Bitte prüfe Original- und Archivlink gemäß Anleitung und entferne dann diesen Hinweis.
3. ↑  Virecourt auf cassini.ehess
4. ↑  Virecourt auf INSEE
5. ↑  Landwirtschaftsbetriebe auf annuaire-mairie.fr (französisch)